# Клутир (Ајова)
Клутир (енгл. Clutier) град је у америчкој савезној држави Ајова. По попису становништва из 2010. у њему је живело 213 становника.

## Демографија
Према попису становништва из 2010. у граду је живело 213 становника, што је -16 (-7.0%) становника више него 2000. године.
| Група             | 2000.       | 2010.       |
| Белци             | 224 (97,8%) | 194 (91,1%) |
| Афроамериканци    | 0 (0,0%)    | 0 (0,0%)    |
| Азијати           | 0 (0,0%)    | 0 (0,0%)    |
| Хиспаноамериканци | 0 (0,0%)    | 19 (8,9%)   |
| Укупно            | 229         | 213         |